# John Eldridge, Jr.
John Eldridge (Contea di Buckingham, 10 ottobre 1903 – Isole Salomone, 2 novembre 1942) è stato un militare statunitense.

## Biografia
Eldridge nacque nella Contea di Buckingham, in Virginia, e si laureò alla United States Naval Academy nel 1927. Dopo l'addestramento in volo a Pensacola, in Florida, ha prestato servizio presso varie stazioni di servizio aereo. Dall'11 settembre 1941 fu comandante dello Scouting Squadron 71, allegato alla Wasp (CV-7). Eldridge fu ucciso in combattimento nelle isole Salomone il 2 novembre 1942. Per il suo straordinario eroismo nel condurre gli attacchi contro le posizioni giapponesi nell'invasione iniziale delle Iisole Salomone il 7 ed 8 agosto 1942, fu premiato postumo con una Navy Cross.
Il cacciatorpediniere di scorta USS Eldridge (DE-173) fu chiamato così in suo onore.